# اولاد مسبل
اولاد مسبل (به فرانسوی: Oulad Msabbel) یک منطقهٔ مسکونی در مراکش است که در استان قلعه سراغنه واقع شده‌است. اولاد مسبل ۵٬۵۲۷ نفر جمعیت دارد.